# Самсонов, Сергей Анатольевич
Сергей Анатольевич Самсонов (род. 12 декабря 1980, Подольск) — русский писатель. Лауреат литературной премии Ясная Поляна (2019 год), лауреат премий журнала "Знамя" и "Октябрь", финалист литературной премии "Национальный бестселлер" (2009 года), финалист литературной премии "Большая книга" (2017).

## Биография
Родился в Подольске (Московская область). Детство провел в деревне Герасимовка Самарской (Куйбышевской) области, юность - в Москве. Окончил Литературный институт имени А. М. Горького (2003). Работал книгопродавцем, копирайтером, редактором в одном из крупнейших московских издательств. 
Публикуется с 2003 года в газете "НГ-Eхlibris", "Литературной газете" и "толстых" журналах "Знамя", "Октябрь", "Дружба народов". В 2007 году в петербургском издательстве "Амфора" была издана его дебютная книга "Ноги" - роман о метафизике и красоте футбола, расцененный критикой как неуклюжая, но любопытная попытка написать футбольную "Защиту Лужина". Роман был переведен на итальянский язык и издан под названием "Un fuoriclasse vero".
Спустя год в московском издательстве «ЭКСМО» был издан роман «Аномалия Камлаева» - "про поиски Художником истины в искусстве и жизни и ни о чем больше". Этот роман об авангардном композиторе вошёл в шорт-лист литературной премии «Национальный бестселлер»(2009) и сделался "визитной карточкой" автора.
Затем последовали роман «Кислородный предел» (2009) и роман об эпохе "первоначального накопления капиталов" в России - "Железная кость" (2015).
В 2016 году появился роман о Великой Отечественной войне «Соколиный рубеж» - архетипически восходящая к "Илиаде" история о противостоянии двух воздушных асов, германского и русского. Роман был удостоен литературной премии "Дебют" (2015) и стал финалистом литературной премии Большая книга 2017 года.  
В 2018 году вышел роман «Держаться за землю» - о шахтерском городе на Донбассе, все жители которого "оказались на линии противоборства двух враждебных сторон", о жизни рядового, "массового" человека в "кровавом хаосе народного восстания и гражданской войны". В 2019 году роман был удостоен премии «Ясная поляна» в номинации "Современная русская проза".
В 2020 году появился роман "Высокая кровь" - масштабный исторический эпос о революции и Гражданской войне в России, исследование "темной русской экзистенции" и "сущности русской души, которая мечется в замкнутом круге и не в силах существовать так, чтобы не причинять боли ближнему".

## Премии и награды
- 2009 — финалист литературной премии "Национальный бестселлер" за роман «Аномалия Камлаева»,
- 2017 — финалист литературной премии "Большая книга" за роман "Соколиный рубеж",
- 2019 — лауреат литературной премии Ясная Поляна за роман "Держаться за землю",
- 2019 — длинный список литературной премии "Большая книга" за роман "Держаться за землю",
- лауреат премий журнала "Знамя", "Дружба народов" и "Октябрь",
- лауреат премии Дебют